# Risipeni

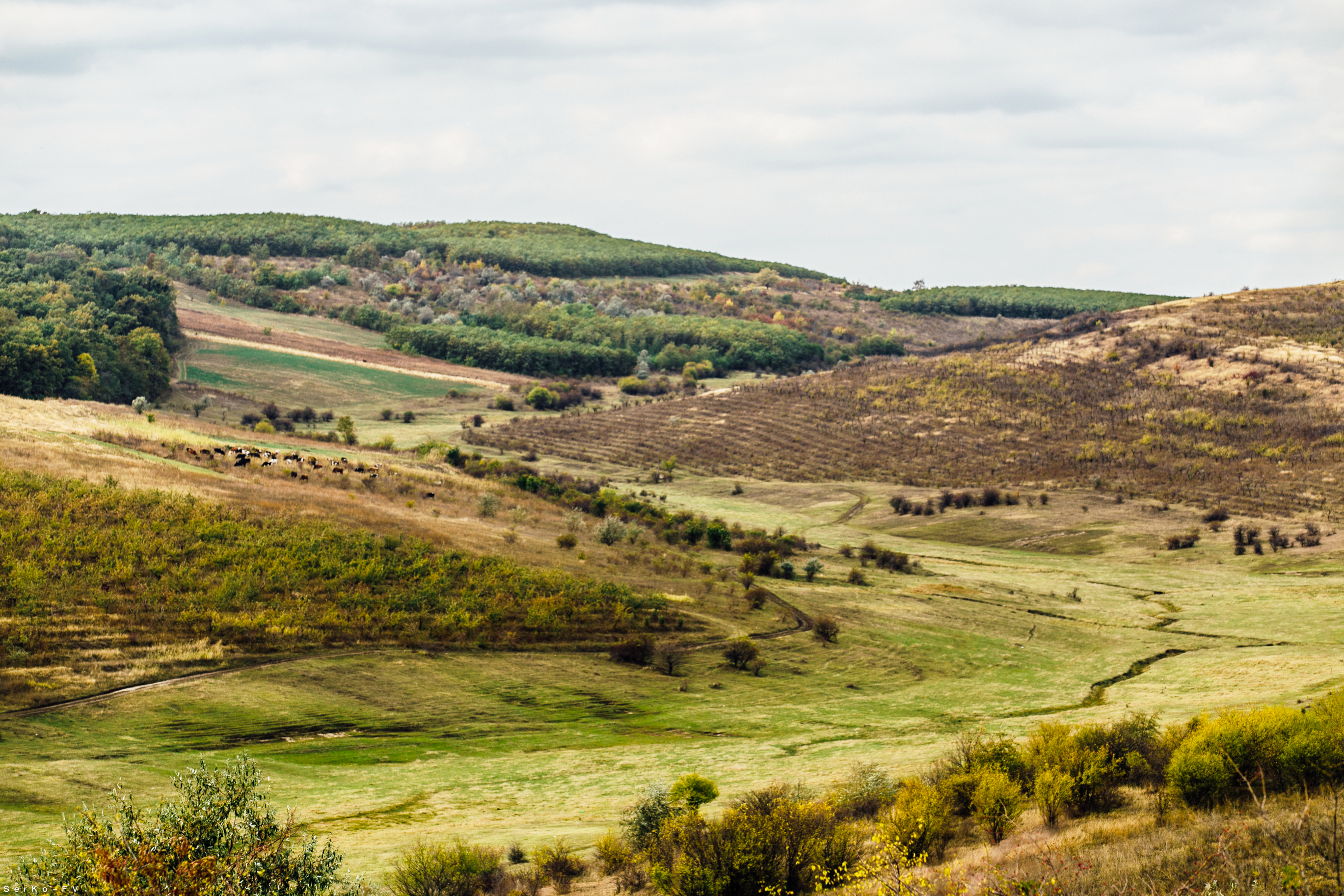
Landschaft bei Risipeni

Risipeni ist eine Gemeinde im Rajon Fălești in der Republik Moldau. Sie besteht aus den Dörfern Risipeni und Bocșa.

## Demographie
Den Volkszählungsdaten von 2014 zufolge hat die Gemeinde eine Bevölkerung von 1.913 Einwohnern. Bei der Volkszählung 2004 gab es 2.115 Einwohner.

## Persönlichkeiten
- Maia Sandu (* 1972), Präsidentin der Republik Moldau